# Film School Rejects
Film School Rejects é um blog americano dedicado a avaliação de filmes, entrevistas e notícias da indústria cinematográfica. Foi fundado por Neil Miller em fevereiro de 2006. O site foi nomeado um dos "Novos Melhores Blogs" pela revista Total Film, e a revista MovieMaker o nomeou um dos 50 melhores blogs para cineastas. Seu podcast semanal, Reject Radio, foi nomeado o nº 4 melhor podcast para os fãs de filmes, pela Movies.com.